# David Rivas Rodríguez
David Rivas (Dos Hermanas, 2 de desembre de 1978) és un futbolista andalús, que ocupa la posició de defensa.
La carrera de Rivas ha transcorregut tota a les files del Real Betis. Després de passar pels diferents equips inferiors, debuta el 1999 en el primer equip sevillà.
Amb el Betis, el defensa ha tingut temporades irregulars, alternant la titularitat amb la suplència. Tot i que durant la primera part de la dècada del 2000 va ser peça clau a la defensa bètica, des de la temporada 06/07 la seua aportació ha minvat. En total, suma quasi 200 partits de Lliga amb el Real Betis.

## Títols
- Copa del Rei 2005